# ニコラ・モーリス＝ブレイ
ニコラ・モーリス＝ブレイ（Nicolas Maurice-Belay, 1985年4月19日 - ）は、フランス・ヴァル＝ド＝マルヌ県シュシー＝アン＝ブリ出身の元サッカー選手。マルティニークにルーツを持っている。現役時代のポジションはミッドフィールダー、フォワード。

## 経歴
クレールフォンテーヌ国立研究所を卒業後ASモナコの下部組織に入団しプロデビューした。2006-07シーズンはリーグ・ドゥのCSスダン・アルデンヌにレンタル移籍し、2007年夏にFCソショーに完全移籍した。2011年夏にはFCジロンダン・ボルドーへ移籍した。

## 代表歴
フランスの世代別代表経験があり2006年にはトゥーロン国際大会で優勝した。

## 所属クラブ
- ASモナコ 2005-2007

→ CSスダン・アルデンヌ 2006-2007 (loan)
- FCソショー 2007-2011
- FCジロンダン・ボルドー 2011-2017
- ベルジュラック・ペリゴールFC 2019

## タイトル
クラブ
 ボルドー
- クープ・ドゥ・フランス 2012-13